# William Paterson University

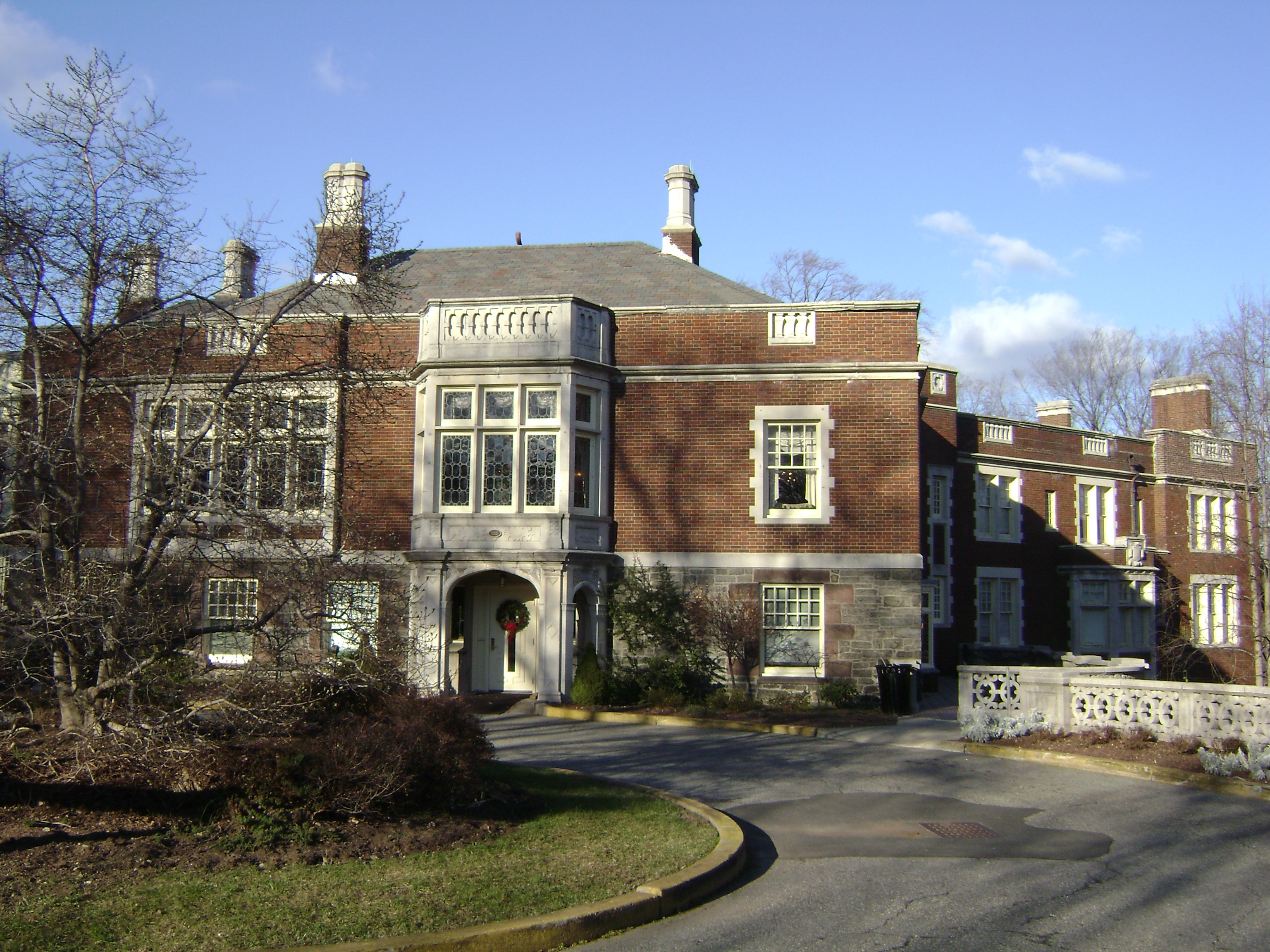
Hobart Manor

Die William Paterson University of New Jersey ist eine öffentliche Universität in Wayne Township, New Jersey.
Sie wurde 1855 zur Ausbildung von Lehrern in New Jersey gegründet und zog 1951 auf ihren heutigen Campus auf einer ehemaligen Farm bzw. Sommerfrische der Familie Hobart (deshalb der Name des 1877 erbauten Hobart Manor, in dem der Präsident der Universität sein Büro hat), der Familie des ehemaligen US-Vizepräsidenten Garret Hobart. Sie hieß damals noch Paterson State Teachers College, erweiterte ihr Curriculum aber 1966 auf weitere Abschlüsse und änderte 1971 ihren Namen in William Paterson University.
Sie ist nach William Paterson benannt, ehemaliger Gouverneur und Senator von New Jersey und Mitglied des Supreme Court. Die Universität liegt in einer bewaldeten, hügeligen Gegend nahe Paterson.
Schwerpunkt der Ausbildung sind neben Geisteswissenschaften Medizin und Betriebswirtschaft. Unter anderem bilden sie auch in Populärmusik und Jazz aus. Die Universität hat eine eigene Radiostation, WPSC-FM.

## Zahlen zu den Studierenden

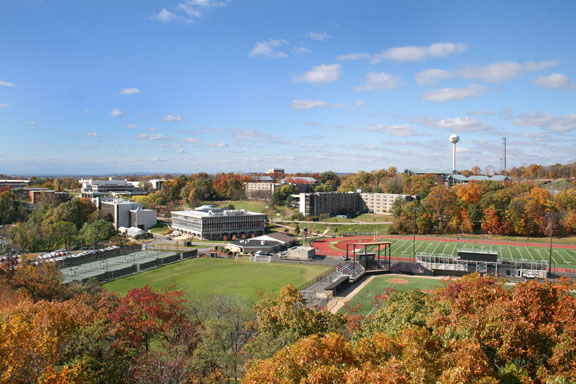
Campus der Universität in Wayne, New Jersey.

Von den 9.635 Studierenden im Herbst 2020 strebten 7.971 ihren ersten Studienabschluss an, sie waren also undergraduates. Davon waren 58 % weiblich und 42 % männlich. 1.664 arbeiteten auf einen weiteren Abschluss hin, sie waren postgraduates. Die Universität gibt an, dass 81.663 Personen ehemalige Studenten sind (Alumni).
2010 hatte die Universität etwa 11.000 Studenten.